# Aphthona konstantinovi
Aphthona konstantinovi là một loài bọ cánh cứng trong họ Chrysomelidae. Loài này được Lopatin in Konstantinov miêu tả khoa học năm 1998.